# Molnár Ildikó
Molnár Ildikó (Budapest, 1957. október 7. –) magyar színésznő.

## Életpályája
A Radnóti Gimnáziumban érettségizett. Önmagáról így nyilatkozott korábban: 

„ A Radnóti Gimnáziumba jártam orosz-francia szakra és persze irodalmi szakkörbe is. A primitív népek verseiből és Karinthy Frigyes műveiből állítottunk össze műsort, mellyel jártuk az országot. Sportoltam, táncoltam, a KISZ Központi Művészegyüttes népi tánccsoportjának is tagja voltam. A gimnáziumi évek alatt hárman alakítottunk egy zenekart: Sipos András, Dörner Gyuri meg én. Dél-amerikai zenét játszottunk, de énekeltünk megzenésített Petőfi-, József Attila-verseket is. Énekeltem, kongáztam, bongóztam, mindenre Sipos tanított meg. Fölléptünk mindenféle klubokban, építőtáborokban, hiszen még működési engedélyünk is volt. A véletlen úgy hozta, hogy mindhárman színészek lettünk... Érettségi után nem vettek fel a főiskolára, ám elmentem a Keleti István vezette Pinceszínházba játszani, majd képesítés nélküli óvónőként dolgoztam...Egy évig Nemzeti-stúdiós is voltam, majd felvettek a főiskolára Major Tamás-Székely Gábor osztályába.”

 Színészi diplomáját 1982-ben szerezte meg, a Színház- és Filmművészeti Főiskolán, ahol Major Tamás és Székely Gábor voltak az osztályvezető tanárai. Főiskolai gyakorlaton a Nemzeti Színház előadásaiban szerepelt. Pályáját Kecskeméten, a Katona József Színházban kezdte. 1984-től a Pécsi Nemzeti Színház, 1985-től a Népszínház társulatának volt tagja. 1986-tól szabad foglalkozású színművésznő, rendezéssel, dramatizálással is foglalkozik. Az 1980-as évek közepétől tagja volt a Kamondy Ágnes vezette Orkesztra Luna zenekarnak, (énekelt, szaxofonon és szájorgonán játszott) 1992-ben Szukadal címmel jelent meg kazettájuk.

## Fontosabb színházi szerepeiből
- William Shakespeare: IV. Henrik... Lady Percy (Nemzeti Színház)
- Carlo Goldoni: Két úr szolgája... Smeraldina, Clarice szobalánya (Nemzeti Színház)
- Aiszkhülosz: Leláncolt Prometheus... Ókeanisok kara (Ódry Színpad)
- Molière: Kényeskedők... Magdi, Gorgibus lánya (Ódry Színpad)
- Örkény István: Tóték... Tótné (Ódry Színpad)
- Katona József: Bánk bán... Melinda (Katona József Színház, Kecskemét 1982)
- Czakó Gábor: Karcsi... Mari (Katona József Színház, Kecskemét 1982)
- Alekszandr Alekszandrovics Blok: Komédiásdi... Kolumbina (Katona József Színház, Kecskemét 1983)
- Federico García Lorca: Don Cristobal... Rosita (Katona József Színház, Kecskemét 1983)
- James Joyce: Számkivetettek... Beatrice Justice, Robert unokahúga (Pécsi Nemzeti Színház, 1984)
- Garai Gábor: A reformátor... Bora Katalin (Pécsi Nemzeti Színház, 1984)
- John Gay: Koldusopera... Beköpy Polly (Pécsi Nemzeti Színház, 1985)
- Lengyel Menyhért: Róza néni... Verőczy Giza (Népszínház, 1985)
- Samuel Beckett: Ó, azok a szép napok... Winnie (Sanyi és Aranka Színháza, 2007)
- Szabó Magda – Molnár Ildikó: Az őz... Encsy Eszter – monodráma (Kultea, 2009)[3]
- Szabó Magda – Upor András: Sziget-kék... szereplő (Kultea, 2013)
- Mallász Gitta: Az angyal válaszol... Hanna (Kultea, 2009)
- Mátyások és pofonok (Kultea, 2010)
- Franz Kafka – Upor Péter – Molnár Ildikó: Jelentés az Akadémiának... Rőt Péter – monodráma (Kultea, R16 Pódium, 2011)[4]
- Franz Xaver Kroetz: További kilátások – Kívánsághangverseny... Rasch kisasszony (Kultea, 2011)
- Szophoklész: Elektra... szereplő, játékmester (Kultea, 2013)
- Török Sándor: Kököjszi és Bobojsza... Anya (RS9 Színház, 2014)
- Sebastian Braunt: Bolondok hajója... szereplő (RS9 Színház, 2016)

## Rendezéseiből
- Mallász Gitta: Az angyal válaszol
- Szabó Magda: Az őz
- Szabó Magda – Upor András: Sziget-kék

## Filmek, tv
- Bűntény a Kecskeszigeten (1982)
- Tegnapelőtt (1982)
- Szervusz, Szergej (sorozat) 8. rész (1982)
- Viadukt (1983)
- Fehér rozsda (1983)
- Te rongyos élet (1984)
- A vörös grófnő (1985)... Kája, Katus huga
- Anna Karenina (1985)
- Mata Hari (1985)
- A végtelenek a párhuzamosban találkoznak (1986)
- A fekete kolostor (1986)
- Rock térítő (1988)
- Kisváros (sorozat) Sorakozó című rész (1993) ... Zsófi
- Rádióaktív BUÉK (1993)
- A törvénytelen (1996)
- Észak, észak (1999)
- Sorstalanság (2005)